# Anjou Károly calabriai herceg (1298–1328)
Anjou Károly calabriai herceg (Nápoly, 1298. május 28. – Nápoly, 1328. november 9.)
1298-ban született, a későbbi Róbert nápolyi király és Aragóniai Jolanda hercegnő elsőszülött fiaként. A szülők 1297. március 23-án kötöttek házasságot, Rómában.
Róbert szülei: II. Károly nápolyi király és Árpád-házi Mária nápolyi királyné (V. István magyar király leánya)
Jolanda szülei: III. Péter aragóniai király (I. Jakab aragóniai király és második felesége, Árpád-házi Jolánta magyar királyi hercegnő fia) és Szicíliai Konstancia hercegnő
Károly öccse, Lajos 1301-ben született, de sajnos csupán kilenc évet élt.
1302-ben Károly és öccse félárvák lettek, miután anyjuk mindössze 29 évesen meghalt. Róbert hét évvel később megörökölte a nápolyi trónt. 1304 júliusában újranősült, ezúttal Mallorcai Sancia (Sancha) hercegnő lett a hitvese, ám frigyük gyermektelen maradt.
1343. január 20-án meghalt Róbert, Sancia pedig két évvel később, július 28-án távozott az élők sorából.
1316-ban Károly nőül vette a nála három évvel idősebb Habsburg Katalin hercegnőt, I. Albert német király és Tiroli Erzsébet hercegnő leányát. Katalin 1323. január 18-án, 27 évesen meghalt. Gyermeke nem született.
Károly még abban az évben nőül vette a nála 11 évvel fiatalabb Valois Máriát, III. Fülöp francia király unokáját, aki öt gyermekkel ajándékozta meg férjét:
- Eloiz (1325 január vagy február – 1325. december 27.)
- Mária (1326 áprilisa – 1328)
- Károly (1327. április 13 – 1327. április 21.)
- Johanna (1328 – 1382. május 22.)
- Mária (1329 májusa – 1366. május 20.)

Károly 1328. november 9-én, 30 évesen távozott az élők sorából, hat hónappal legkisebb gyermeke, Mária születése előtt. Özvegye, Mária 1332-ben, csupán 23 évesen követte férjét a sírba. Többé nem ment férjhez.